# Melissomorpha indiana
Melissomorpha indiana är en tvåvingeart som beskrevs av Ricardo 1906. Melissomorpha indiana ingår i släktet Melissomorpha och familjen bromsar. Inga underarter finns listade i Catalogue of Life.